# Get Down on It
Get Down on It  è un singolo del gruppo musicale statunitense Kool & the Gang, pubblicato nel dicembre 1981 come terzo estratto dal quindicesimo album in studio Something Special. Autori del brano sono George Brown, Ronald Bell, Curtis Williams, Dennis Thomas e James "J.T." Taylor..
Il singolo fu prodotto dal gruppo stesso e da Eumir Deodato e fu pubblicato dall'etichetta De-Lite Records.

## Versione originale

### Tracce
45 giri (versione 1)
1. Get Down on It – 3:30
2. Summer Madness – 4:03

45 giri (versione 2)
1. Get Down on It – 3:30
2. No Show – 4:03

### Classifiche
| Classifica    | Posizione massima | Nr. di settimane |
| ------------- | ----------------- | ---------------- |
| Belgio        | 15                | 11               |
| Germania      | 43                | 8                |
| Nuova Zelanda | 3                 | 17               |
| Paesi Bassi   | 3                 | 17               |

## Versione del 2000 (Eiffel 65 Remix)
Nel 2000 uscì su etichetta Universal Music una versione del brano remixata dagli Eiffel 65.

### Tracce
1. Get Down on It (Eiffel 65 Radio Edit) – 3:32
2. Get Down on It (Eiffel 65 Extended Mix) – 5:33
3. Get Down on It (Original 12" Extended Version) – 6:10

### Classifiche
| Classifica | Posizione massima | Nr. di settimane |
| ---------- | ----------------- | ---------------- |
| Francia    | 35                | 8                |
| Svizzera   | 98                | 1                |

## Cover
Hanno inciso una cover del brano i seguenti artisti:
- Peter Andre feat. Past to Present nel 1995[7]
- Blue feat. Kool & the Gang e Lil' Kim nel 2005[8]

### Versione dei Blue feat. Kool & the Gang e Lil' Kim
Nel 2005 uscì una cover del brano realizzata dai Blue assieme a Kool & the Gang e Lil' Kim. Il brano fu uno dei due inediti inseriti nella raccolta Best of Blue.
Il singolo uscì su etichetta Innocent Records.

#### Tracce
CD maxi (versione 1)
1. Blue – Get Down on It (feat. Kool & The Gang, Lil' Kim) (Radio Edit) – 3:36
2. Blue – Get Down on It (feat. Kool & The Gang, Lil' Kim) (Obi & Josh Mix) – 4:01

CD maxi (versione 1)
1. Blue – Get Down on It (feat. Kool & The Gang, Lil' Kim) (Radio Edit) – 3:36
2. Blue – Get Down on It (feat. Kool & The Gang, Lil' Kim) (Ballad Medley) – 5:24

#### Classifiche
| Classifica  | Posizione massima | Nr. di settimane |
| ----------- | ----------------- | ---------------- |
| Austria     | 41                | 5                |
| Belgio      | 24                | 5                |
| Finlandia   | 16                | 12               |
| Germania    | 29                | 9                |
| Paesi Bassi | 96                | 1                |
| Spagna      | 3                 | 8                |
| Svizzera    | 35                | 7                |

## Il brano nella cultura di massa

### Cinema e fiction
- il brano è stato inserito nel film del 2006, diretto da Jasper Möller e Stefan Fjeldmark, "Asterix e i vichinghi"
- Il brano è stato inserito nel film del 1984, diretto da James Bridges e con protagonista Debra Winger, L'assassinio di Mike (Mike's Murder)[10]
- Il brano è stato inserito nel film del 1984, diretto da Robert Townsend, Vita da principesse[10]
- Il brano è stato inserito nel film del 1999, diretto da Risa Bramon Garcia, 200 Cigarettes[10]
- Il brano è stato inserito nel film del 1999, diretto da Norman Jewison, Hurricane - Il grido dell'innocenza[10]
- Il brano è stato inserito nel film del 2001, diretto da Robert Luketic, La rivincita delle bionde (Legally Blonde)[10]
- Il brano è stato inserito nel film del 2003, diretto da Andrew Fleming Matrimonio impossibile[10]
- Il brano è stato inserito in un episodio del 2005 della serie televisiva Everybody Hates Chris[10]
- Il brano è stato inserito nel film del 2007, diretto da Preston A. Whitmore II, This Christmas - Un marito nuovo per mamma[10]
- Il brano è stato inserito nel film del 2017, diretto da  Alessio Maria Federici, Terapia di coppia per amanti

### Pubblicità
- Il brano è stato utilizzato nel 2014 in uno spot pubblicitario della Ryanair[11]

### Videogiochi
- Il brano è stato utilizzato nel videogioco, uscito nel 2011, Kinect Sports: Season Two[10]